# 소련의 종교
소련의 종교는 РСФСР과 소련에서 1918년부터 1991년까지의 기간에 존재했던 종교와 종파를 서술하는 개념이다.

종교를 부정적으로 바라보는 관점인 무신론 РСФСР과 소련의 국가 이념으로 공식적으로 선언되진 않았으나, 당과 국가기관은 무신론을 적극적으로 지지했다. 1988년이 되어서야 정치적, 사상적 자유주의 정책이 실행되고, 루스 세례 1000주년이 기념되며 무신론 지지가 사그라들었다. 레닌은 종교와의 싸움에 있어 이러한 말을 남긴 것으로 유명하다.
"우리는 종교와 싸워야 한다. 이것은 모든 유물론의 알파벳 같은 것이며, 당연히 맑시즘의 기초이기도 하다. 그러나 맑시즘은 알파벳에서만 멈추는 유물론이 아니다. 맑시즘은 더 나아간다. 맑시즘은 말한다. '종교와 싸울 수 있어야 하며, 이것을 위해 믿음과 종교에 관하여 물질적으로 대중에게 설명할 수 있어야 한다.'"
무신론적 프로파간다("과학유물론적 세계관")과 함께, 정부 기관들은 1920-30년대에 집단적인 체포, 그리고 성직자와 설교활동에 대한 기소를 자행했다. 1939년까지 조직적인 종교생활을 소탕한다는 정책은 정부기관, 특히 NKVD의 행정적 절차에 따라 진행되었다. 이후 종교 정책은 더 차별적으로 변화했다.
그러나, 소련은 (알바니아에서 시행된 것처럼) 조직적 종교생활을 완전히 소탕하거나, 공식적으로 종교를 금지하지는 않았다. 오히려, 소련이 존속하던 일부 시기에 당국은 정치적인 목적에 따라 몇몇 교파를 지원하기도 했다.

## 기간별 역사

### 1929년까지
율리우스력 1917년 10월 27일 제2차 전러시아 노동자, 농민, 인민 소비에트 대표회의에서 '토지에 관한 법령'이 통과되었다. 이것으로 교회에 속하는 토지는 다른 몇 가지 사항들과 함께 '토지에 관한 창립회의의 결정이 있을 때까지 읍 토지 위원회와 군 농민 대표 소비에트의 명령 하에 둔다'고 결정되었다.
1917년 11월 2일 인민위원평의회(СНК РСФСР)는 '러시아 인민의 권리 선언'을 선포했다. 이는 '모든 국가적, 국가-종교적 특권과 제한의 폐지'를 내용으로 포함하고 있었다.
이후 '결혼계약의 파기에 관한 법령'(1917년 12월 16일)과 '시민의 결혼, 자녀, 등록문서의 관리에 관한 법령'(1917년 12월 18일)에 따라 결혼은 개인적인 행위로 간주되었고, 종교 규율의 준수 및 미준수는 더 이상 배우자 간, 그리고 부모, 자녀 간의 법적인 관계에 영향을 끼치지 않게 되었다.
소련 공산당은 1919년부터 공개적으로 '종교적 편견의 소멸'을 자신들의 임무로 삼는다고 선언했다.

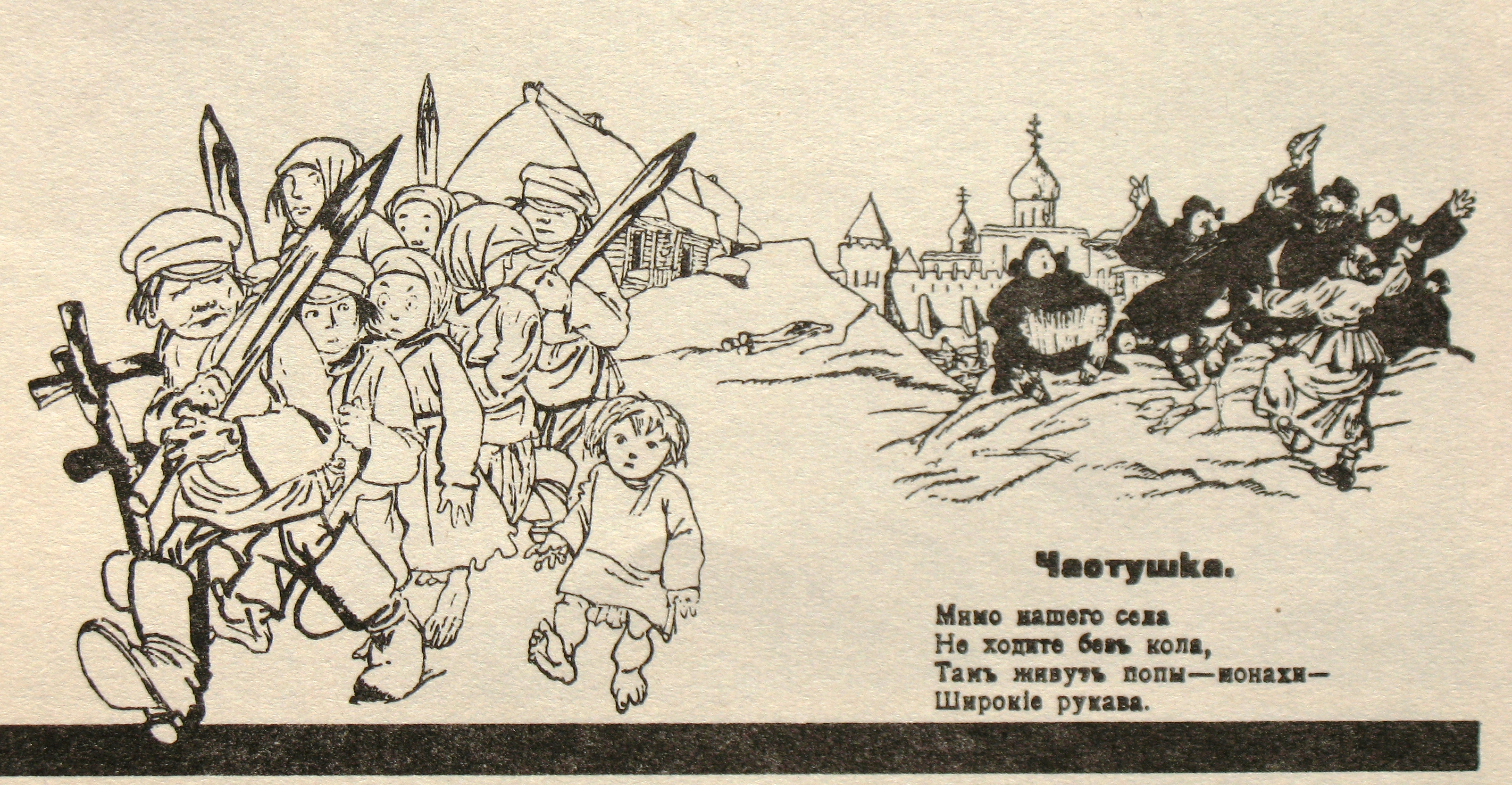
혁명기의 프로파간다 사례. 드미트리 무어의 캐리커처 "우리의 농촌 근처"로, 소녀들 주변에 취한 사제들과 수도사들이 춤을 추고 있다. 1917년 작품.

볼셰비키 정부의 최초 법규 중 하나로 '교회와 정부, 교회와 학교의 분리에 관한 РСФСР 인민위원평의회 법령'이 있다. 1918년 1월 20일(율리우스력) 결정되고 공식적으로 1918년 1월 23일(율리우스력) 선언된 이 법령은 법무인민위원회의 좌파 사회혁명당원 И. З. 슈테인베르크와 법무인민위원회 입법부(러시아어: отдел законодательных предположений) 부장 미하일 레이스네르가 작성하였다. 법령은 (정)교회가 정부와 공립학교로부터 독립적인 것임을 주지하며, 또한 교회는 법인으로서의 권리와 소유권이 없고 종교는 인민 개인의 일이라는 것을 명시한다. 이 법령으로 1917년 12월부터 명령과 법률을 시행되었고, 정부의 비호를 받는 정부기관으로서의 정교회의 기능을 폐지하는 것이 법제화되었다.
'법령'의 후신으로 1929년 4월 8일 ВЦИК와 СНК РСФСР의 '종교단체에 관한 결의'가 통과되었고, 1990년 말까지 소련에서 종교단체의 법적 지위를 규정했다.
법령의 실행을 위하여 СНК РСФСР의 결정에 따라 1918년 4월 법무위원회 산하에 공동위원회가 결성되었다. 같은 해 5월, 위원회의 해산 이후 법무위원회 제8과('소탕'위원회)가 П. А. 크라시코비를 과장으로 하여 조직되었다. 제8과는 행정-관리적 교회조직을 소탕하는 것을 목표로 하였다.(1924년 해산됨)
1918년-1920년 소련에서의 폭로적인 성격을 나타내주는 중심적인 사건은 러시아 정교회 성자 유골 개봉 사업이었다.(1919년 8월 14일 법무위원회의 '유골의 개봉에 관한 결의'와 1920년 8월 25일 '전러시아 차원에서의 유골의 소탕에 관한 결의') 러시아 성자의 유골이 든 성합 65개가 개봉되었으며, 이 중에는 특히 덕망있는 성자로 여겨졌던 사로프의 세라핌, 라도네즈의 세르게이 등도 포함되어 있었다. 사업의 목적은 이러한 문화를 공개적으로 노출하는 것이었다. 따라서 유해의 개봉 과정엔 사진과 영상매체 등 선동에 사용되는 매체들과 동일한 매체가 동반되었다.
중앙집행위원회의 1921년 6월 20일 결정에 의해 선동부와 그 하위부서들은 전방향 선동 프로파간다에 착수해야 했다. 프로파간다를 위한 하위 부서로 중앙집행위원회의 선동부 아래엔 반종교 투쟁을 위한 반교회 위원회가 만들어졌다. 위원회의 구성원으로는 선동부, 모스크바 공산당(РКП(б)) 위원회, 법무위원회 제8소탕과, ЦК 러시아공산주의청년연맹(콤소몰, РКСМ), 그리고 교육위원회와 소련군정의 공무원들이 임명되었다.
1922년 봄, 내전에 반격하던 볼셰비키들은 종교기관, 무엇보다 정교회와 적극적인 싸움을 시작했다. 그들에게 있어 정교회는 국가 내부의 반혁명 세력들의 온상이었다. 1922년 2월 23일, 교회 재산 몰수에 관한 ВЦИК의 법령이 시행되었다.
실비야 프롤로프가 쓴 것처럼, "대중들의 의식 속에서 사제는 부와 부패를 연상케 하는 존재였고, 따라서 그러한 조치들은 대중들의 저항을 받지 않았다."
정교회의 파괴를 위해 소련 정부는 인위적으로 분열을 부추기기도 했다. 이렇게 분열된 교파 가운데 가장 컸던 것은 혁신교회(러시아어: Обновленчество)였으며, 이후 (1927년부터 - 세르기안스트보 참조) 러시아 정교회의 구조 위에 온전한 지배가 설립되었다. 예브게니 투츠코프(1892-1957)가 이끄는 통합국가정치부(ОГПУ)의 비밀부서인 제6국(반종교국)에 따른 것이었다.
반종교적인 정책은 초기 몇 년에는 성공을 거두지 못했다. 1921-1922년, 특히 도시 지역에서 종교단체가 부분적으로 부활하기 시작했다.
1923년 4월 27일, 같은 해 4월 15일로 날짜가 표기된 법무위원회와 내무부 지침 '종교협회의 등록절차와 해당 단체의 대회 소집 허가 교부에 관한 지침'이 발간되었다. 지침은 종교 단체를 '협회(러시아어: общество)'의 형태로 창설하는 것을 허가하였으며, 이는 1918년부터 있었던 드바짜트카(러시아어: двадцатка)에 비하여 더 많은 권리를 가지는 형태였다. 특히, 자체적인 규정을 가질 수 있었다. 자체적인 규정이 없고 지역 소비에트와의 계약에 따른 결정에 의한 등록에 의존해야 했던 '드바짜트카'와는 다른 점이었다. 종교 협회의 등록을 위해서는 50명이 필요했으며, 협회는 1개 이상의 예배 건물을 가질 수 있었다. 1923년 4월 16일, 제7차 공산당 당대회 결정에 따라 당 ЦК 서기장 И. В. 스탈린은 모든 주의원에게 성당의 폐쇄와 종교적인 인물들의 체포를 금지할 것을 요청하는 지령을 내렸다.
1923년부터 1929년까지 정부 방침은 다소 완화되었으며, 특히 이슬람교와 유대교 기관에게 그랬다. (몇몇 학자들의 용어로 이는 레프 트로츠키의 말에서 나온 '종교적 NEP'이라고 하기도 한다.) 정부 방침은 또한 개신교 단체("분파주의자сектант")에게도 이전에 비해 관대해졌는데, 개신교 관련 업무는 П. Г. 스미도비치가 위원장으로 있는 ВЦИК 산하 분파주의 조직위원회(Оргкомсект)에서 관리하였다. 정교회와는 다르게 개신교 조직들은 다양한 정기 간행물의 발행이 허용되었으며, 교육기관을 소유하고, 청년동맹을 조직할 권리가 부여되었다. 개신교 농민들은 1919년 말부터 최초의 콜호즈를 조직하였으며, 콜호즈는 정부로부터 지원금과 조세감면 등의 혜택을 받았다.
1925년 신문 <무신론(Безбожник 베즈보즈닉[*])>지의 친선협회 (1947년까지 존속)에 기반하여 '무신론자 투쟁 동맹'이 창설된다. (1929년까지 '무신론자 동맹') 에밀리안 야로슬랍스키(구벨만)이 대표자였으며, <무신론>지의 출판사 역할을 하였다.
1928년 글라브나우카(Главнаука)는 역사, 문화적 기념 시설에 관한 주된 규범을 결정하였다. 해당 시설의 소속을 그 건설 시기에 따라 규정한다는 것이다. 규범은 다음 기준을 따랐다.
- 1613년까지 -  보존되어야 한다.
- 1613년-1725년 - "부득이하게 필요한 경우에" 변경될 수 있다.
- 1725-1825년 - 전면부(파사드)만 보존한다.
- 1825년 이후 - 기념시설로 지정하지 않으며, 정부에 의해 보존되지 않는다.

이러한 규범은 글라브나우카에 의해 승인되었으며, 1928년부터 РСФСР과 소련에서 시행되는 제도적인 법률이 되었다. 규칙에 의거하여 대대적인 성당의 파괴가 진행되었다. 그럼에도 불구하고, 1930년 1월까지 정권의 결정에 따라 성당의 문을 닫는 것은 어려웠는데, 모든 개별적인 사례마다 РСФСР ВЦИК 최고회의상무회 산하 종교위원회의 허가가 필요했기 때문이다. 이러한 상황은 1930년까지 소련에서 상당수의 성당이 계속 운영되었던 원인으로 보인다.
소련 ВЦИК의 1928년 9월 17일 결의는 종교시설은 신자들에게 있어 문화-계몽적인 기관이 되어야 하며, 이는 자발적으로 시행되거나, 또는 (만약 시설이 비어있다면) 정부에 의해 제거될 수 있다는 것을 명시하였다.
소비에트 정부 통치 초기에 성직자들은 참정권이 없는 자(리셰니찌)로 간주되었다. 1925/26년 선거활동 동안 104만 명의 리세니찌(유권자의 1.63%)가 있는 것으로 집계되었다. 이 중 15% 이상은 성직자들의 대표였다.

### 1929-1942
1929넌 초 극비지령 '반종교 활동의 강화에 관한 대책'이 내려진다. 종교와의 전쟁이 계급-정치적인 것과 동일시되었으며, 종교계에 있어서는 새로운 시대가 다가오게 되었다.

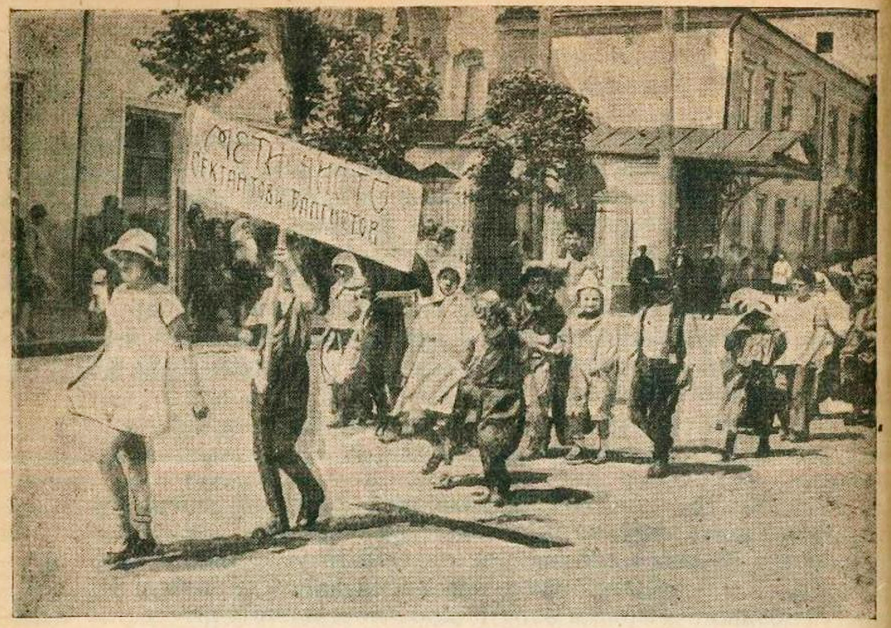
'분파주의자와 침례교도를 깨끗이 청소하자'(Мети чисто сектантов и баптистов)라는 슬로건을 들고 시위를 하고 있는 어린이들. 벨라루스, 1932년경.

1929년 4월 8일 РСФСР СНК의 1918년 1월 20일 법령 '교회와 정부, 교회와 학교의 분리에 관한 법령'에 근거하여 РСФСР ВЦИК과 СНК의 '종교단체에 관한 결의'가 통과된다. 이 결의의 최종 개정본은 1975년 6월 23일부터 1990년 10월 25일까지 유지된다. 해당 시기에는 또한 РСФСР 최고회의 결의에 의해 РСФСР 법 '신앙의 자유에 관한 법'이 시행되며 소련의 종교협회(공동체)가 가지는 지위를 규정하는 제도적, 법률적 근거로서 기능했다. 결의는 종교 단체가 자선 사업을 진행하는 것, 성지로의 순례 등을 조직하는 것을 금지하였고, 종교계 종사자들의 사업은 그들이 고용한 지역 거주민의 영역으로 제한되었다. 교회의 테두리 안에서 성직자의 사업은 병자와 망자를 돌보는 것으로 제한되었고, 이 외의 일들을 진행하려면 지역 소비에트의 특별 허가가 필요했다.
1929년 5월 제9차 전러시아 소비에트대회에서 РСФСР 4차 헌법의 개헌이 통과되었다. 기존 '종교와 반종교 선전의 자유'가 '신앙의 자유와 반종교 선전의 자유'로 바뀌었으며, 이로서 법적으로 신자들과 비신자들 간에 불평등한 관계가 성립되었다.
1929년 10월 1일 제정된 НКВД '종교단체의 권리와 의무에 관한 강령'에 따르면, 종교 종사자는 리셰니찌로 분류되었다.
1930년 2월 15일 통과된 '종교단체의 지도부 내 반혁명 요소와의 투쟁에 관한 정부 결의'는 지역 기관이 종교공동체의 지도부에 관한 통제를 강화하고, '소비에트 시스템에 적개심을 품은' 열성분자로부터 떼어놓을 것을 명령했다. 종교중앙위원회는 '종교조직 내에서 반혁명 열성분자들의 통합'을 언급하며 1929년 4월 8일 결의를 '단순화의 방향으로 예배당 폐쇄 과정을 재검토하여야 한다'는 것을 허가하였다.

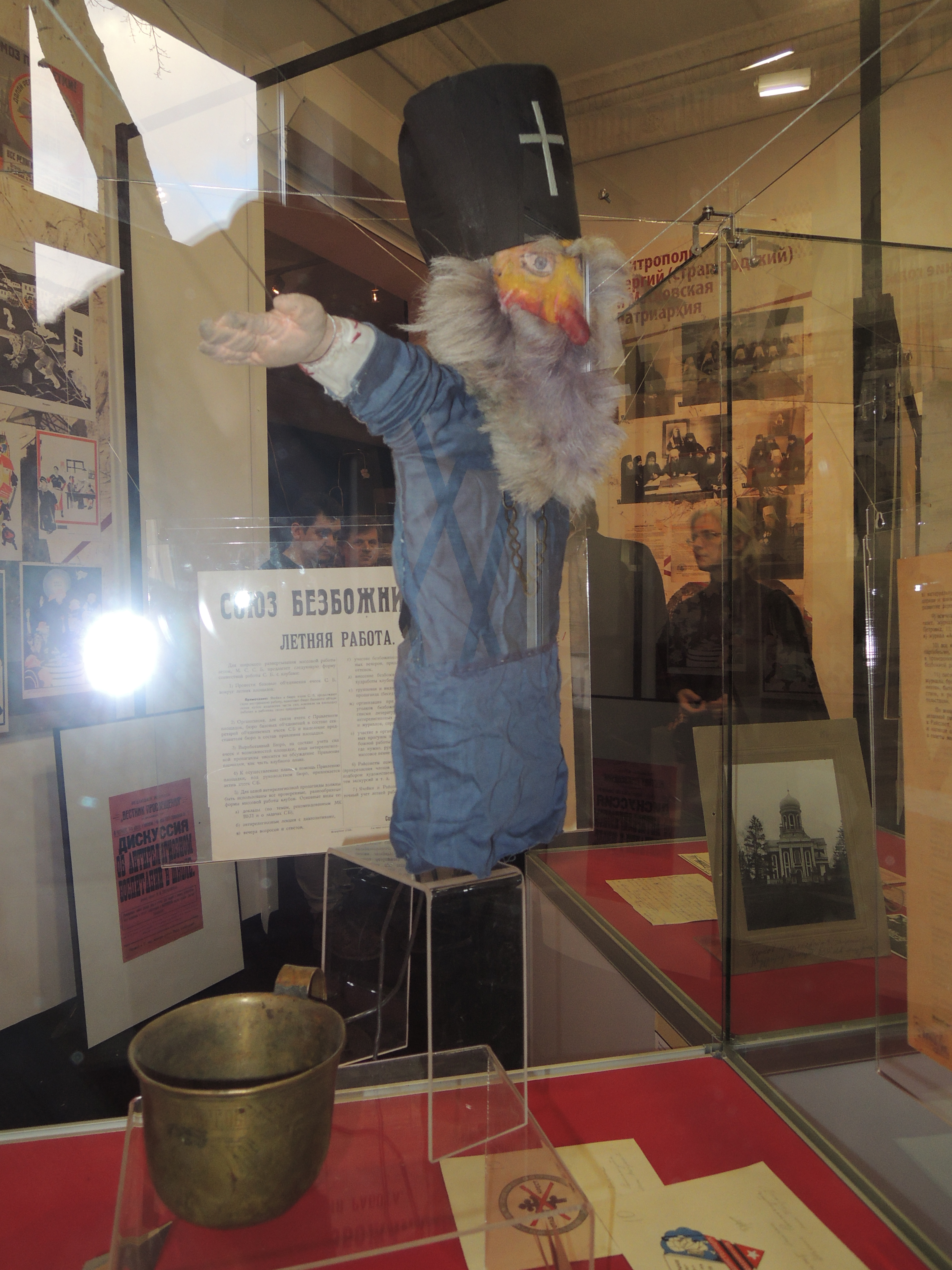
반종교 선전을 위한 '교황'(поп) 인형

신자들과 성직자들은 일련의 상황 속에서 반종교 정책에 대해 현저한 저항을 보였다. 저항은 이따금 집단화에 대한 저항과 통합되기도 하였다. 단지 1930년 한 해간 소련에서 1487건의 종교적 대중연설이 기록되었다.(이 가운데 대부분은 1930년 3월의 514건, 그리고 같은해 4월의 391건이었다.)
1930년 3월 2일자 <프라우다> 지에 스탈린의 사설 '성공으로 인한 두통'이 게재된 이후, 공산당 중앙위원회는 '콜호즈 운동 노선의 왜곡과의 투쟁에 관한 결의'를 내었는데, 이는 특히 당 조직에게 ' 행정적인 절차 내에서의 교회의 폐쇄 조치 중단'하도록 했다.

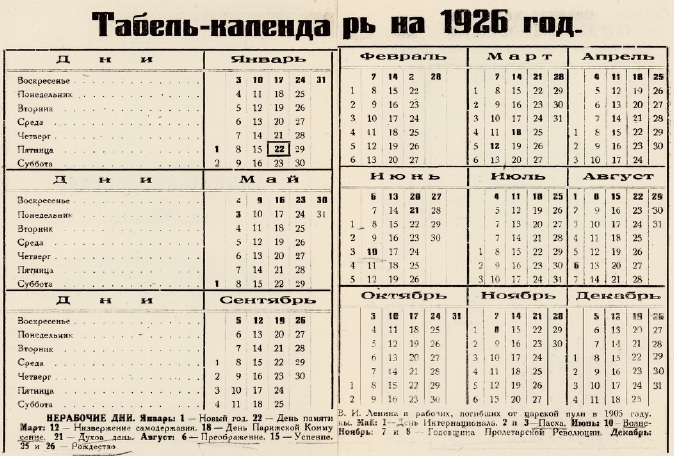
스베르들롭스크에서 1926년 출판된 소련의 달력표. 모든 소련 기관이 쉬는 총 15일의 공식적인 휴일 가운데 8일은 정교회 명절을 기념하고 있다.

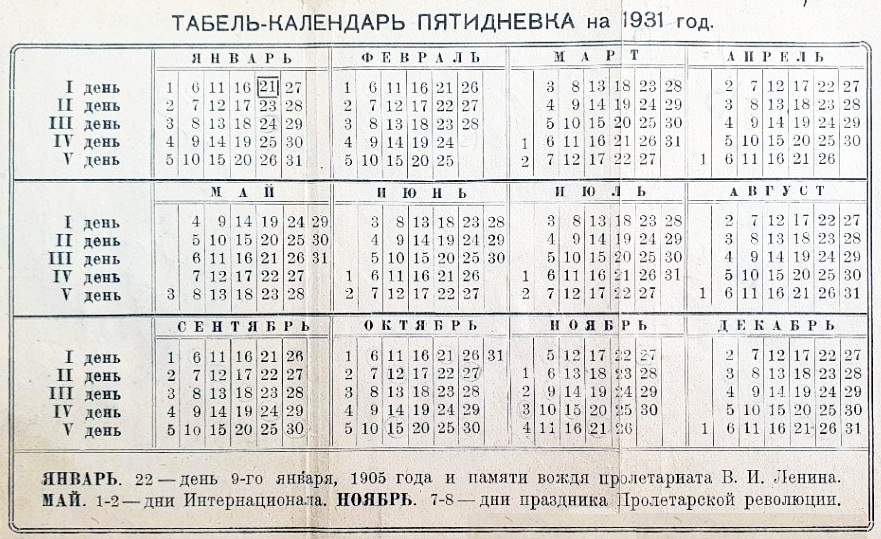
재구성한 1931년의 소련 달력표. 5일의 공식 휴일 가운데 정교회 명절이 없다. 이 외에, 일요일이 더 이상 휴일이 아닌 것을 확인할 수 있다.

1930-1931년에는 일련의 비밀지령과 재무위원회와 정부의 결의가 내려졌다. 종교단체와 성직자의 과세기준 정립과 자리를 잃은 사람들의 일자리에 관한 것이었다. 종교 종사자에게 부과하는 조세는 증가했다. 조세를 납부하지 않을 경우 이들은 자산을 압수당하고 소련의 다른 지역으로 이주해야 했다.
제7차 당대회에서는 2차 5개년 계획의 구성을 다루는 지령이 통과되었다. 당대회에서는 2차 5개년 계획에 있어 주요한 정치적인 목표가 설정되었는데, 최종적으로 기독교적인 요소와 계급을 완전히 소탕하고, 국가 내의 모든 근로자들을 무계급 사회주의 사회의 의식있고 열성적인 건설자로 만드는 것이었다. 이러한 목표를 달성하기 위해서 반종교 활동은 강화되었다. 무신론자 투쟁 동맹에는 1931년 11월까지 5백만명 이상이 가입했고, 반종교 출판물들의 발행부수가 급격히 증가했다. 반종교위원회의 무신론자들은 소련에서 1937년까지 종교를 완전히 제거하겠다는 계획을 세웠다.
1932년 РСФСР ВЦИК과 СНК의 결의에 의해 종교단체의 활동과 등록, 집회 허가증의 교부 등을 감시하는 업무가 НКВД에서 1930년 6월 1일 신설된 ВЦИК 상무회 산하 종교중앙위원회와 지역 집행위원회 산하 종교위원회로 이관되었다. 단, 종교 종사자는 여전히 НКВД에 등록해야 했다. ВЦИК 상무회 산하 중앙위원회는 РСФСР 전역에 걸쳐 종교에 관한 법률의 준수 여부 감독과 관리, 법률 연구, 종교단체의 전반적인 정리, 신자들의 청원 응답 등을 업무로 했다. 1934년부터 위원회는 소련 중앙집행위원회(ЦИК СССР) 상무회 산하로 편입되었으며, 종교시설의 폐쇄로 밀려드는 수많은 민원에 응답하고, 지역에서 '종교에 관한 소비에트 법률의 수많은 위반 사례'의 증가를 기록했다. 1938년 4월 위원회는 해산되었으며, 종교 문제에 관해서는 НКВД가 독점적인 권한을 갖게 되었다.
1937년까지 종교 건물의 숫자는 혁명 이전과 비교해 58% 감소하였다. 그러나, 소련 인구의 대부분은 아직 신자들이었다. 1937년 조사에 의하면 소비에트 연방의 16세 이상 주민 9,840만 명 중 5,530만 명이 자신이 신자라고 응답했다. (이 중 4,160만 명이 정교회 신자라고 응답)
소련 중앙통계청장 블라디미르 스타롭스키의 기록에 따르면, 1955년 12월 20일 자신이 신자라고 응답한 소련의 인구 5,530만명은 교파별로 다음과 같이 분포했다. (16세 이상의 소련 주민에 대한 조사임)
- 정교회 - 4,160만 (42.3%)
- 이슬람(원본은 '마호메트교'로 칭함) - 830만 (15.0%)
- 카톨릭 - 500만 (0.5%)
- 개신교 - 500만 (0.5%), 이 외에도 '기타 교파 기독교인' 400만
- 유대교 - 300만 (원본은 '유대인'으로 칭함)
- 불교와 라마교 - 100만 (0.1%)
- 기타 또는 불명확한 종교 - 3,500만 (3.6%)

1937년의 인구조사는 소련에서 교육을 받은 젊은 세대들도 상당수가 종교를 가지고 있음을 보여준다. 16-19세의 인구 중 34%가 자신이 신자라고 응답했다. 16-19세  고학력 인구 중에서는 남성의 24%, 여성의 38%가 자신이 신자라고 응답했다.
신자의 비율은 나이든 세대(특히 저학력자 및 여성)에서는 더 높았다. 40-49세의 인구 중 고학력 남성의 45%, 저학력 남성의 78%, 고학력 여성의 62%, 저학력 여성의 85%가 신자였다.
절대적인 수치로 보면, 소련의 신자 가운데는 젊은 남성과 젊은 여성이 우세를 차지했다. 자신이 신자라고 응답한 5,530만명 가운데 2,870만명이 16세부터 39세까지의 인구였다.
1936년 12월 5일 제8차 임시 전연방소비에트회의에서 통과된 소련의 새로운 헌법은 모든 인민이 서로 동등함을 선언했으며, 이 가운데는 '종교 종사자'도 있었다. 그러나 인민들에게는 이전처럼 '종교 의식을 치를 자유와 반종교 선전활동의 자유'가 인정되었다.
1920년 말부터 1930년대에 다수의 종교 건축물이 폐쇄되면서, 많은 종교 물품들이 몰수되었다. 이러한 물품 중에는 값비싼 금속으로 제조한 것도 있었다. 상당수는 박물관으로 옮겨져 보관되었다. 어떤 사람들은 값비싼 금속으로 만들어진 물품을 토르그신(외국인과의 거래)에 판매하려고 하기도 했다. 역사학자 옐레나 오소키나에 따르면 토르그신이 교회 귀중품들을 받을 수 있는 권리가 없었는데, 법적으로 이는 국가의 소유물로 간주되었으며 몰수 처리해야 했기 때문이다. (그러나, 오소키나는 이러한 원칙이 토르그신의 직원들에 의해 위반되어 교회 귀중품들을 받고 돈을 내어주었던 몇 가지 사례를 들기도 한다.)
한편 1920-1930년대는 정부가 '적색' 장례 의식에 대한 흥미를 잃고, '성직자적인' 장례의식의 '폭로' 열풍이 잦아든 시기이기도 했다. 심지어, '적색 장례식'에는 종교적인 요소가 들어가기도 했다. 돈 화장장이 지어질 당시 1층의 일부 공간은 종교 종사자를 위해, 즉 종교적인(정교회, 가톨릭, 루터교, 유대교) 의식을 위해 할당되었다. 매장식 장례도 있었으나, 많지 않았다. 1930년에는 4건의 '교회 매장식'이 진행됐으나, 1931년에는 1건도 없었다.
종교 묘지는 1930년대에는 폐쇄되었으며, 묘비는 부숴졌다. 1930년 10월 16일 ВЦИК 상무회 산하 종교상설위원회의 지침 '묘지의 건설, 폐쇄 및 소탕과 묘비의 파괴 방침에 관하여'가 발간되었다. 지침서는 종교단체에 의해 세워진 묘비와 담장을 종교 시설로 간주했다. 이렇게 부순 묘비들은 정부 자산에 속하는 것으로 취급되었다.
세속화는 장례 의식에도 영향을 미쳤다. 1929년의 규정은 고인의 시체를 반드시 관에 넣어 옮길 것을 요구했고, 1940년의 카잔시 스탈린구 타타르 묘지 관리사무소에서는 적지 않은 관을 판매했다. 1920년-1930년대에는 묘비의 형태에도 변화를 주었는데, 십자가형 묘비는 더욱 중립적인 형태인 직사각형(плита), 석비(стела), 오벨리스크형으로 바뀌었다.

그러나 1930년대에도 묘지는 심지어 도시 지역에서도 종교적인 장례 의식을 치르는 곳으로 남아있었다. 제2차 세계 대전은 이러한 경향을 더 강화했다. 아래는 1942년 12월 10일 모스크바의 바간스키 묘지와 아르캰스키 묘지의 상태에 관한 데류긴의 설명이다.
(관리자의 발표와 개인적인 관찰에 의하면) 95%의 장례식은 성당식으로 치러진다. 장례식이 끝나고 모든 조문객이 밖으로 나오면, (조사하는 날에는 약 30개의 관이 있었다) 묘지 업무에 있어 가장 어려운 상황이 만들어진다. 묘지가 혼잡스러워지는 것이다. 모든 관에는 못이 박히고, 사방에서 통곡이 들리고, 유족들은 사제와 묘지지기들을 붙잡는다.
1930년대의 묘지는 또한 종교적인 장례용품을 제작하는 장소로 남아있기도 했다. 십자가를 만드는 곳들은 1920-1930년대에 완전히 공식적으로 설립된 바 있으며, 이들은 묘지의 안내문서에 언급되어 있다.

### 제2차 세계 대전과전후
1941-1945년의 전쟁 중, 소련 정권은 종교와 교회를 신속히 제거한다는 계획을 최종적으로 철회하고, 엄격한 정부의 통제 하에 부분적으로 종교를 부활시키는 정책을 실시했다.
1942년 4월 4일 밤, 모스크바에서 부활절 하루 동안 야간 통행금지가 해제되었다. 이러한 조치는 라디오를 통해 몇 시간 전에 통지되었다. 예배는 등화관제 상황에서 진행되었고, НКВД의 추산에 따르면 85,000명이 참석했다.
1943년 9월 14일 소련 СНК 산하에 러시아정교회 관련업무 담당평의회(СДРПЦ)가, 1944년 5월 19일에는 종교예식업무 담당평의회(СДРК)가 설립된다. 이 회의들은 정부와 이에 상응하는 모스크바 총주교좌와 '이슬람교, 유대교, 불교 교단, 아르메니아 사도교회, 고의식파, 그리스 가톨릭교회, 가톨릭, 루터교 교회와 교파주의 단체의 종교 조직' 간의 업무를 관장했다. 두 회의는 법률과 정부 결의에 따른 사업들을 수행하고, 종교 관련 법률의 이행을 감독해야 했다. 각 공화국, 주와 변경주에 두 회의의 전권대표가 있었다.
1943년 11월 28일 제정된 '교회의 개소 절차에 관한 조례'와 1944년 11월 19일 제정된 '종교적 예배시설의 개소 절차에 관한 조례'는 새로운 종교기관을 개설하는 절차가 다단계적이고 길다고 가정하고 있으나, 독일에게 점령당한 영토 내의 개방 중이었던 종교 시설들은 소비에트 정권이 해당 영토를 수복한 후 '실질적으로 운영' 상태로 등록되었고, 법률에 따라, 폐쇄되지 않았다. 1946년 소련 영토 내에는 10547개소의 성당, 사원, 예배당이, 그 중에서도 РСФСР 영토에는 2816개소가 있는 것으로 추산되었다.
1946년 1월 1일 모든 종교시설에 대한 전기요금이 kWh당 5.5루블에서 1.65로 대폭 하향되었다.
1947년 2월 24일 소련 각료평의회 명령 제1637호는 소련 무역부가 식료품을 모든 종파의 종교적 교육기관에 속한 학생과 교사에게 제공하며, 공립 세속 교육기관과 동일하게 제공하도록 하였다.
1948년 초부터 반종교 정책이 강화되기 시작했다. 이것은 처음에는 정교회 외의 종교조직에게부터 영향을 주었다. 1948년 4월 종교예식업무 담당평의회는 각지의 전권대사에게 지침을 내려 종교예식업무 담당평의회가 '절대적으로 모든 종교단체의 등록을 중지할 것을 제안한다'고 알렸다.
전후 시대에는 장례 의식이 국가의 영향을 받지 않았다. 1953년, 공공기관들의 보고 대다수에 따르면 소련 전역에서 시체의 운구와 묘지의 조성이 인민들 스스로, 또는 기업의 도움을 받아 수행되었다. 심지어 전후 시대에는 공식적으로  종교적인 비석이 (세속적인 표식과 함께) 계속 생산되었다. 십자가, 십자가형 비석, 초승달, 다윗의 별 등의 형상이 있었다.

### 흐루쇼프 재임기
니키타 흐루쇼프의 재임기는 그 전임자와 비교해 '해빙기'라고 불렸으나, 정부와 종교 조직 간의 관계는 오히려 더 냉각되었다.
1954년 7월 7일 소련 공산당 중앙위원회는 '과학적 무신론 프로파간다의 중대한 결점과 그 해결 방법에 관한 결의'를 통과시킨다. 결의는 '교회와 다른 종교 교파'의 사업의 활성화, 종교적 예식을 치르는 시민의 확대 등을 언급하며 당과 콤소몰 조직, 교육부, 노동조합이 반종교적인 활동을 '조직적으로, 끈기있게, 확신을 가지고, 참을성있는 설명과 신자 개개인에 대한 접근을 기반으로' 행해야 한다고 권고했다. 그러나 결의가 일상생활에 적용되는 과정에서 행정적 견해 불일치로 수행에 제동이 걸렸고, 이것으로 인해 1954년 11월 10일 소련 공산당 중앙위원회의 새로운 결의 '국민 대상의 과학적 무신론 프로파간다 수행 과정 중 오류에 관한 결의'가 통과되었다. 결의는 비방, 모욕, '자연과학적 지식과 종교와의 사상적 투쟁을 기반으로 한 조직적이고 면밀한 프로파간다 활동의 전개 대신' 종교조직의 사업을 행정적으로 방해하는 것 등을 비판했다. 또한 1956년 2월 17일 통과된 소련 각료평의회 결의 '예배당 개방 절차의 변경에 관한 결의'로 이전까지 종교 공동체의 등록 활동을 담당하고 있었으나 공식적인 허가를 받지 않았었던 러시아 정교회 회의의 등록권이 정식으로 허가되었다.
소련 각료평의회는 또한 현재 실질적으로 활동 중인 모든 종교 단체(비정교회 단체 포함) 중 예배와 종교 종사자를 위한 공간을 소유한 단체는 모두 등록하도록 지시하였다. 이 결의내용이 시행되며 법제화로 일부 교파의 종교 공동체 갯수가 급격히 늘었다는 것이 드러났다. 1961년 타타르 자치공화국 정부는(1961년 1월 1일 기준으로 공화국에 공식적으로 등록된 단체로는 11개의 이슬람 공동체만이 있었다.) 미등록된 종교단체를 집계해, 당시 공화국 내에 646개의 비공식적 이슬람 공동체와 366개의 불법 물라(율법학자)가 있음을 밝혀냈다.
본격적으로 반종교 투쟁이 활성화된 것은 흐루쇼프가 마침내 권력을 전국에 행사할 수 있게 된 제20차 당대회 이후였다. 소련 공산당 중앙위원회는 1958년 10월 4일 비밀 지령 '소련 공산당 중앙위원회의 연방공화국 대상 프로파간다와 선동 부서의 기록에 관한 지령'을 내려 당, 콤소몰, 사회 조직에게 프로파간다적으로 '종교적 잔재들'을 향해 진격할 의무가 있음을 주지하고, 정부 기관에 종교 공동체의 존속 조건을 더 무겁게 하는 행정적 성격의 사건을 일으킬 것을 규정했다. 1958년 10월 16일 소련 각료평의회는 '소련 내 수도원에 관한 결의'와 '교구 사업과 수도원 소득에 대한 조세 증가에 관한 결의'를 통과시켰다. 이 결의로 스탈린 시기에 탕감된 종교조직의 조세가 다시 원래대로 돌아갔다. 이러한 사업은 레닌 시대의 법을 부활시키고, 스탈린주의와 싸운다는 슬로건 하에 진행되었다. 반수도원 사업에는 공화국 정부도 참여했다. 1958년 11월 1일 우크라이나 SSR 각료평의회의 결의에 따라 우크라이나 수도원은 원래 소유하고 있던 357 ha의 대지 중 대부분을 잃고 60 ha만을 가지게 되었다.
1958년 11월 28일 소련공산당중앙위원회는 '통칭 '성지'로의 순례 중단 방안에 관한 결의'를 통과시킨다. 이 시기 소련에는 많은 이슬람, 기독교 순례장소가 있었다. 1959년 소련 종교예식업무 담당평의회의 기록에는 839개소의 실제 기능 중인 이슬람 성지(지야라트, 아울리야)가 등록되어 있다. 18곳의 성지가 공식적으로 이곳으로의 성지순례를 장려하는 이슬람 종교기관에게 증여되어 있었다. 종교와의 투쟁은 성지를 휴양소(дом отдыха), 소년단 캠프, 요양원(санатория) 등이 지어진 공원으로 바꾸는 방향으로 진행되었다. 소비에트 정부의 압력으로 교파 지도자들은 이전까지 적잖은 수익을 벌어주던 성지로의 순례를 금해야 했다. 신자들은 성지를 빼앗겼다. 1960년 3월 14일 우즈베키스탄 SSR 각료평의회 결의 제220호가 발안되었다. 결의는 중앙아시아와 카자흐스탄의 이슬람 종교기관으로부터 정부가 이전에 해당 기관에게 증여했던 13곳의 마자르를 압수하고, 이를 우즈베키스탄 SSR 각료평의회 산하 물질문화유적보존위원회에 넘겨주기로 하였다.
1959년 운영 중인 성당의 폐쇄가 시작되었다. 1960년 1월 소련공산당중앙위원회는 비공개 결의 '종교계의 소련 문화법률 위반을 소탕하는 방안에 관한 결의'를 통과시킨다. 1961년 3월부터 소련 각료평의회의 결의에 따라 교회의 개방과 폐쇄 여부는 전적으로 주 이스폴콤(집행위원회, 러시아어: Исполком)의 판단 하에 결정되었으며, 이들은 종의 타종을 제한하기도 했다. 축일에 치러지는 인근 교회와의 공동 예배, 아동청소년의 성가대 및 교회업무 참여는 금지되었으며, 성직자의 거주를 위한 건물을 공동체 자산으로 건축하는 것은 금지되지 않았고, 행진은 제한되었고, 자선사업은 금지되었다.
1960년 4월 21일, 러시아정교회 관련업무 담당평의회 의장으로 당해 2월 임명된 쿠로예도프는 전연방대표자회의(러시아어: Всесоюзное совещание уполномоченных Совета)에 제출한 보고서에서 전임자의 업무를 이렇게 특징했다. "러시아정교회 관련업무 담당평의회의 주된 실수는 교회에 대한 당과 정부의 노선을 철저히 따르지 않았고, 단지 교회 조직에 봉사하는 입장으로 전락해버렸다는 데에 있다. 교회와의 관계를 보존하는 입장에 서 있는 한, 회의는 성직자들의 법을 파괴하는 전투의 노선이 아닌, 교회의 관심분야를 지키는 노선을 선택하는 것이다."
1961년 3월 16일의 '종교 관련법의 이행에 대한 통제 강화에 관한 비밀 결의'는 1929년의 결의의 방식을 그대로 따르되, 지역 소비에트 조직에 법의 이행을 강력히 통제하고, 적시에 성직자와 종교 조직이 해당 법을 위반하는 것을 소탕하도록 강제하였다. 1940년대의 모든 결의는 모두 그 지위를 박탈당했다. 1961년 3월 '종교 관련법의 적용에 관한 비밀지침'은 종교계 종사자가 종교 공동체의 운영업무 및 재정관리업무에 간섭하지 않는 데에 특별히 주의를 기울일 것을 명시했다. 지침 초두에는 등록이 불가한 경우로 '교리와 사업의 경격이 반정부적이고 광신도적인 교파: 여호와의 증인, 오순절주의, 재림주의, 부활주의'가 규정되어 있었다.
흐루쇼프 재임기에는 마침내 정권이 종교 조직을 수직으로 통제할 수 있는 구조가 만들어졌다. 흐루쇼프 재임 첫 해 통제는 두 개의 분조 차원에서 이루어졌다. 첫번째는 종교예식업무 담당평의회와 러시아정교회 관련업무 담당평의회였다. 두 회의는 전연방 조직으로, 소련 각료평의회에 속해있었다. 두번째 분조는 이 두 회의의 대표자들로, 이들은 주와 공화국의 집행위원회 위원으로 근무하고 있었다. 대표자보다 낮은 차원은 없었다.
1961년 관구 집행위원회와 도시 노동자소비에트 집행위원회와 협력하여 종교 관련법을 준수하기 위한 조가 만들어졌다. 이 조들은 레오니드 브레즈네프 재임기인 1966년 종교 관련법 통제 협력위원회로 전환되었다. 이러한 조직들은 사회적인 기초 위에 설립되었으며 지역 대표들, 재정조직 직원, 교육기관 근무자로 이루어졌다. 이 조직의 구성원들은 예배(이들은 신자로 집계되었다), '드바짜트카' 회의에 참가하고, 신도들의 청원에 사전에 대비하였다.
대중의 의식 속에 흐루쇼프는 1980년 텔레비전을 통해 교황을 접견하겠다고 약속하겠다는 발언으로 기억되어 있다.

#### 소비에트 '해빙기' 영화 중 종교 비판이 들어간 작품
영화
- 1959 — Иванна
- 1960 — Чудотворная
- 1960 — Тучи над Борском
- 1960 — Люблю тебя, жизнь!
- 1961 — Анафема
- 1961 — Обманутые
- 1962 — Армагеддон
- 1962 — Исповедь
- 1962 — Конец света
- 1962 — Грешница
- 1962 — Грешный ангел
- 1962 — Цветок на камне
- 1963 — Всё остаётся людям

애니메이션
- 1962 — Небесная история

### 1964-1991년
1964년 과학적 무신론 연구소(러시아어: Институт науного атеизма)가 설립되었다.1965년에는 러시아정교회 관련업무 담당평의회(СДРПЦ)와 종교예식업무 담당평의회(СДРК)가 소련 각료평의회 산하 종교업무 담당평의회(СДР)로 통합된다. 먼저 종교업무 담당평의회의 지위가 발표되었다. 소비에트는 종교공동체의 등록과 등록취소, 예배당의 개방과 폐쇄 여부를 결정하고, 종교단체의 사업을 감시할 권한이 있었다.
1961년 제정된 형법과 1966년 3월 18일 РСФСР 최고회의 상무회 지시 "종교기관 관련법의 위반에 따른 행정책임에 관한 지시", "형법 제142조 부칙의 등록에 관하여", "형법 142조의 적용에 관하여"는 종교 관련법의 위반에 따른 세 종류의 책임을 설정했다. 규범적, 행정적, 형사적 책임이었다. 종교 공동체 책임자가 등록이나 기타 종교 관련법상의 위반행위를 피할 경우 행정적 벌금(최대 50루블)이 매겨졌고, 종교의식을 진행하여 시민의 인격과 권리를 침해하거나, 강제로 비용을 징수하거나, 종교 관련법에 위배되는 민원, 편지, 유인물 등을 생산하고 대중에게 배포하는 경우 형사책임(최대 3년의 자유박탈)이 가능했다. 여기서 강조된 점은 "형사책임은 악의적인 법률위반에 한해 부과하도록 하며, 가급적 행정적 수단으로 이행하라"는 것이다. 그러나 이는 잘 지켜지지 않았으며, 예를 들어 1969년 Б. В. 탈란토바의 체포와 재판된 사례가 있다.
1975년 6월 23일 РСФСР 상무회의 지시 "1929년 4월 8일 РСФСР ВЦИК과 СНК결의 '종교단체에 관한 결의'의 개정칙과 부칙의 기입에 관한 지시"가 발표되었다. 지시는 종교 공동체의 등록 과정을 명확히 했는데, 기존의 다단계 과정은 그대로 유지되었다. 성당 개방과 폐쇄 결정권은 지역 소비에트에서 종교업무 담당평의회로 이관되었으며, 최종 결정권은 기간 제한 없이 이들에게 남았다.
1977년 소련 헌법은 종교와의 관계에 따라 시민을 불평등하게 대우할 수 있는 실질적인 조항들을 여전히 가지고 있었다. 무신론자들은 자신의 신념을 자유로이 선전할 수 있었으나, 신도들은 '종교의식을 수행하는' 권리가 있을 뿐이었다. (제 52조) 학교와 대학의 교원들에게 마르크스주의를 기반으로 한 '과학적 무신론'을 설파할 의무가 주어졌고, 지역 당 위원회에는 선전원이 정규직으로 배정되었다. 사상적인 경쟁의 부재로 인해, 이러한 직원을 교육하는 수준은 그리 높지 않았다.
동시에, 전후 시기 종교 의식은 장례에 있어서는 확고하게 남아 있었다. 정부는 심지어 종교적 전통을 인정하게 되었으며, 이를 '지역적'이라고 명명했다. С. Ю. 말리셰바는 1948, 1960, 1977년의 연방 전역의 장례 규정을 분석하여 정부가 단지 종교의식을 승인한 것이 아니라, 이를 인정했던 일련의 시기를 발견했다. 1960년의 규정은 사망에서 매장 사이의 필수 휴지기를 48시간에서 24시간으로 줄였는데, 이는 무슬림 교리에서 사망 당일 또는 익일 매장하는 것을 반영하였다. 세 번의 개정규정 모두 앉은 자세로 고인을 매장하는 것을 허용했는데, 이는 불교와 무슬림의 의식에서 나타나는 특징이다. 1977년 규정은 앉은 자세로 매장하기 위한 특수한 들것으로 고인을 옮기는 것을 허용하고 있다. 또한 1977년 규정은 '일부 사례에서' '지역 전통에 따라' 가족묘지에 매장하는 것을 허용하고 있다. 1979년 1월 12일 "РСФСР 내 묘지 유지와 장례 절차에 관한 지침"이 승인된다. 이는 '장례 진행자'와 '장례 서비스 중개인'의 의무가 '민족적(즉 종교적) 장례 관습'을 아는 것임을 인정하고, '민족적 관습에 따른 장례 진행의 절차는 АССР 각료회의, 민족대표회의 주 집행위원회의 동의에 따라 추가되거나 변경될 수 있다'고 명시했다.
공식적으로 1979년 지침은 종교적 상징의 사용을 금하고 있으나, 동시에 "묘비와 납골당 봉안칸 내 비석(위패판)에 종교적 상징을 그리는 것을 허용한다"고 명시했다.

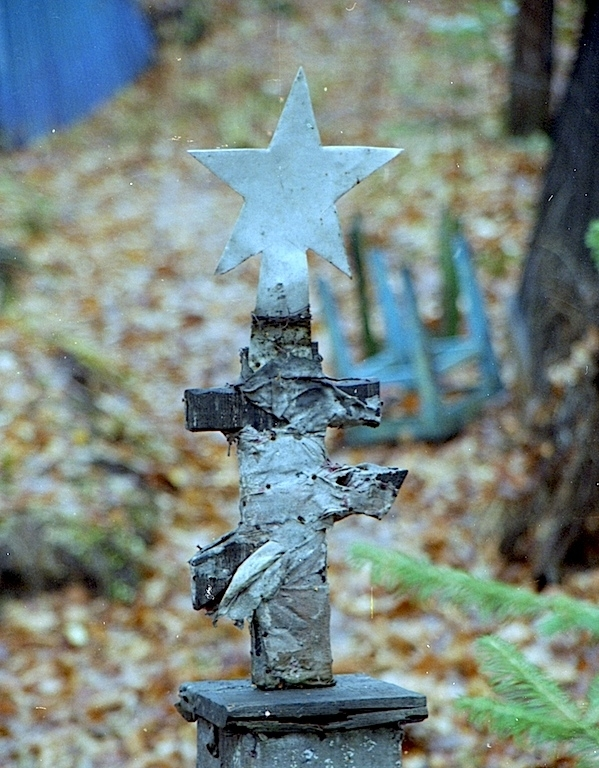
별십자가(звездокрест)의 일종

1979년 지침이 발간된 이후 소련에서는 이전에 세워진 묘비에 종교적 상징을 '마저 기록하는'(дописывание) 관행이 퍼졌다. '마저 기록하는' 것은 주로 오래 전 죽은 사람 곁에 그의 친족을 묻을 때 일어났다. 이것으로 '친족장'이 완료된 소련의 묘비에서는 종교적 상징(십자가, 초승달 등)이 오각별과 공존하게 되었다. 이 외에도, 종교적 상징과 소비에트 상징이 융합된 '별십자가'와 '별초승달'이 등장하기도 했다.
한편 묘비의 세속화는 20세기 후반세기에도 새로운 형식으로 계속되었다. 십자가 대신 고인의 전문 종사분야의 상징(현미경, 책, 악기 등)으로 대체하는 것이었다. 20세기 후반세기에는 노보데비치 수녀원 묘지에 소련의 과학-문화계 엘리트가 매장되고는 했는데, 이때 임시 묘비(장례식 직후 세워지는 것)는 주로 십자가 형태였지만, 정식 묘지에는 고인의 전문적인 정체성을 가진 형태가 사용되었고, 종교적 상징은 드물게 사용되었다. 1979년 지침은 또한 묘비와 납골당 봉안칸 내 위패판에 소비에트적 상징인 - 노동과 전쟁의 상징을 사용하기를 권장하였다.
1960년대 말부터 소련에서는 신앙의 자유를 과시하는 것이 소비에트 문화 외교정책의 일부가 되었다. 이로서 1967년 몬트리얼 세계 엑스포에서 소비에트 측은 사회주의 리얼리즘 스타일 외에 정교회 이콘 작품들을 전시하였다.
미하일 고르바초프 재임 초반(1985-1987), 소비에트 정권은 공식적으로 종교에 대해 냉담한 태도를 보였다. 예를 들어, 1986년 11월 24일 타슈켄트를 방문했을 때 고르바초프는 신앙심을 보이는 것에 단호히 대응할 것을 표명했다. 그러나 '페레스트로이카'의 진행으로 정부의 종교 정책이 점진적으로 재검토되며 기존 무신론 프로파간다에서 종교기관과의 협력을 꾀하는 쪽으로 바뀌었다. 가장 큰 변화는 1988-1989년부터 시작되었다. 1988년 소련 각료평의회 산하 종교업무 담당평의회는 예배당이 정부의 소유로 취급된다는 정책을 폐기하였다.  1989년에는 형무소와 종교조직, 종교계 종사자 간 상호협력을 장려할 것이 승인되었으며, 수감자들이 종교 의식에 참여하고, 교회는 이들을 돕는 것을 허용하였다. 마침내 1990년 소련에는 '사상의 자유와 종교조직에 관한 법'이 통과되는데, 이는 정부와 종교조직 간의 관계를 급진적으로 바꾸는 법안이었다. 해당 법령 5조는 '정부는 종교 조직의 업무와 무신론 프로파간다 업무를 후원하지 않는다'고 하며, 정부 차원의 무신론 지지를 금하였다. 법령은 종교 조직에 법인의 권리를 부여했는데, 이로서 정부의 중개 없이 해외 연락이 가능해졌다. 또한 종교 조직의 지위를 상승시킨 것으로 1990-1991년의 РСФСР의 권력이 탄생한 데에 있다. 1990년 РСФСР은 '신앙의 자유에 관한 법'을 제정했다. 법은 일반교육기관에서 선택과목으로 종교를 가르치는 것을 허용했으며, 정부가 통제기관을 설립하여 시민의 신앙의 자유를 실현하는 것을 통제하는 것을 금하였다. 1990년 10월 이 법령에 근거하여 '교회와 정부, 교회와 학교의 분리에 관한 법령'이 철회되었다.

## 같이 보기
- 흐루쇼프의 반종교 운동
- 러시아의 종교
- 인민의 적
- 러시아화
- 적색 테러

## 참고자료
- Батченко, В. С. (2015). 《Крестьянское сопротивление государственной антирелигиозной политике в 1929—1931 гг. (на материалах Западной области). Диссертация на соискание ученой степени кандидата исторических наук.》 [1929-1931년의 정부 반종교 정책에 대한 농민들의 저항 (서방 자료에 근거하여). 역사학 박사 학위논문.] (학위논문) (러시아어). 스몰렌스크. 접근 방식: http://istsovet-brgu.ru/?page_id=464
- Боронова, М. М.; Степанова, Т. Г. (2012). “Политика властных структур по отношению к православной и буддийской конфессиям в Бурятии (1943—1961 гг.)”. 《Вестник Бурятского государственного университета.》 (7).
- Емельянов, Николай Евгеньевич; Хайлова, Ольга Игоревна (2008). “Гонения на Русскую православную церковь (1917-1950-е годы)” [러시아 정교회에 대한 박해(1917-1950년)]. 《Россия и современный мир》 (Москва: Институт научной информации по общественным наукам Российской академии наук) (4). 2020년 10월 30일에 원본 문서에서 보존된 문서. 2021년 2월 20일에 확인함.
- Ибрагимов, Р. (2004).  Составитель и редактор Р. М. Мухаметшин, 편집. 《Ислам в советском и постсоветском пространстве: история и методологические аспекты исследования.》. Казань: Институт истории Академии наук Республики Татарстан(Материалы Всероссийской конференции «Ислам в советском и постсоветском пространстве: формы выживания и бытования», Казань, май 2003 г.)
- Красиков, П. А. (1970). “О некоторых ошибках при проведении в жизнь законодательства о религиозных культах”. 《Избранные атеистические произведения》 (М.).
- Малышева, С. Ю. (2019). 《На миру красна: инструментализация смерти в Советской России》 [붉은 세계에서: 소비에트 러시아에서의 죽음의 도구화]. М: Новый хронограф.
- Юнусова, Айслу Билаловна (1999). 《Ислам в Башкортостане》 [바시코르토스탄의 이슬람교]. Уфа: Уфимский полиграфкомбинат.